# Zoo de Tallinn
Le zoo de Tallinn (estonien : Tallinna Loomaaed) est un parc zoologique situé dans le quartier de Veskimetsa à Tallinn en Estonie.
Fondé en 1939, c'est le seul zoo d'Estonie et le plus visité des pays Baltes. 

## Histoire
En 1937, L'équipe de tir de l'Estonie remporté le  championnat du monde à Helsinki et reçoit en cadeau un jeune lynx qui est nommé Illu. 
Le 24 novembre 1937,  une première réunion a lieu pour trouver un endroit approprié pour le zoo, le jardin botanique, le musée en plein air et un parc public.
On décide de créer le parc zoologique au bord du parc de Kadriorg et on y apporte le lynx Illu et entre-autres des dingos, des lions et des ours polaires. 
À la fin de 1939, le zoo a déjà reçu plus de 100 000 visiteurs.
En 1940, l'Estonie est occupée et annexée par l'union soviétique retardant le développement du zoo.
En 1983, le parc zoologique est réinstallé sur un site de 89 ha dans le quartier de Veskimetsa.

## Animaux
Au 31 décembre 2015, la collection du zoo de Tallinn Zoo compte 13 134 spécimens de 556 espèces/sous-espèces, réparties comme suit:
| Classe      | Espèces | Spécimens |
| ----------- | ------- | --------- |
| Mammifères  | 102     | 1 108     |
| Oiseaux     | 119     | 665       |
| Reptiles    | 43      | 157       |
| Amphibiens  | 16      | 125       |
| Poissons    | 146     | 2 212     |
| Invertébrés | 130     | 8 867     |
| Total       | 556     | 13 134    |

## Transports publics

### Paldiski mnt. 145 – Entrée Nord
- Du centre de Tallinn (Kaubamaja): bus n° 42 (Arrêt: Zoo)
- De la place de la liberté (Vabaduse väljak): bus n° 41, 42 et 22 (Arrêt: Zoo)
- De la gare de Tallinn-Baltique: (Balti jaam): bus n° 21, 41 and 43 (Arrêt: Zoo)

### Ehitajate tee￥ 150 – Entrée Ouest
- Du centre de Tallinn: bus n. 42 (Arrêt: Karikakra ou Nurmenuku)
- De la gare de Tallinn-Baltique (Balti jaam): bus n° 43 (Arrêt: Karikakra ou Nurmenuku)

## Galerie

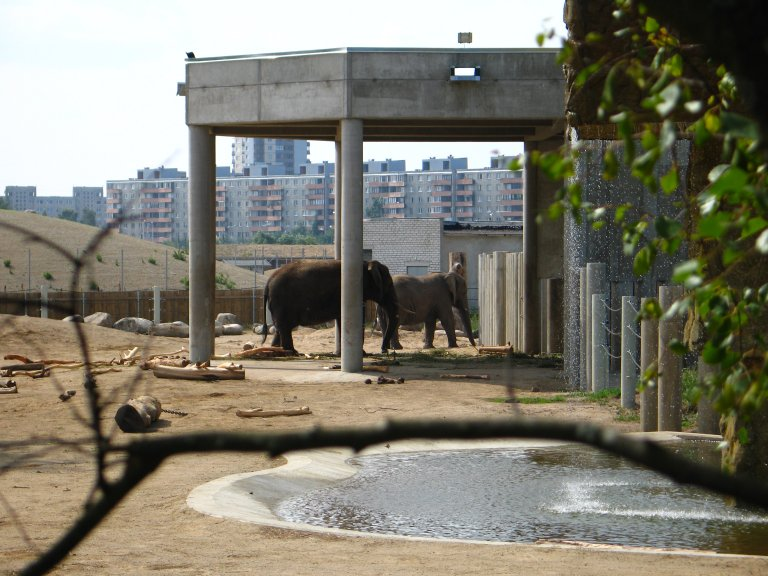
La maison des éléphants
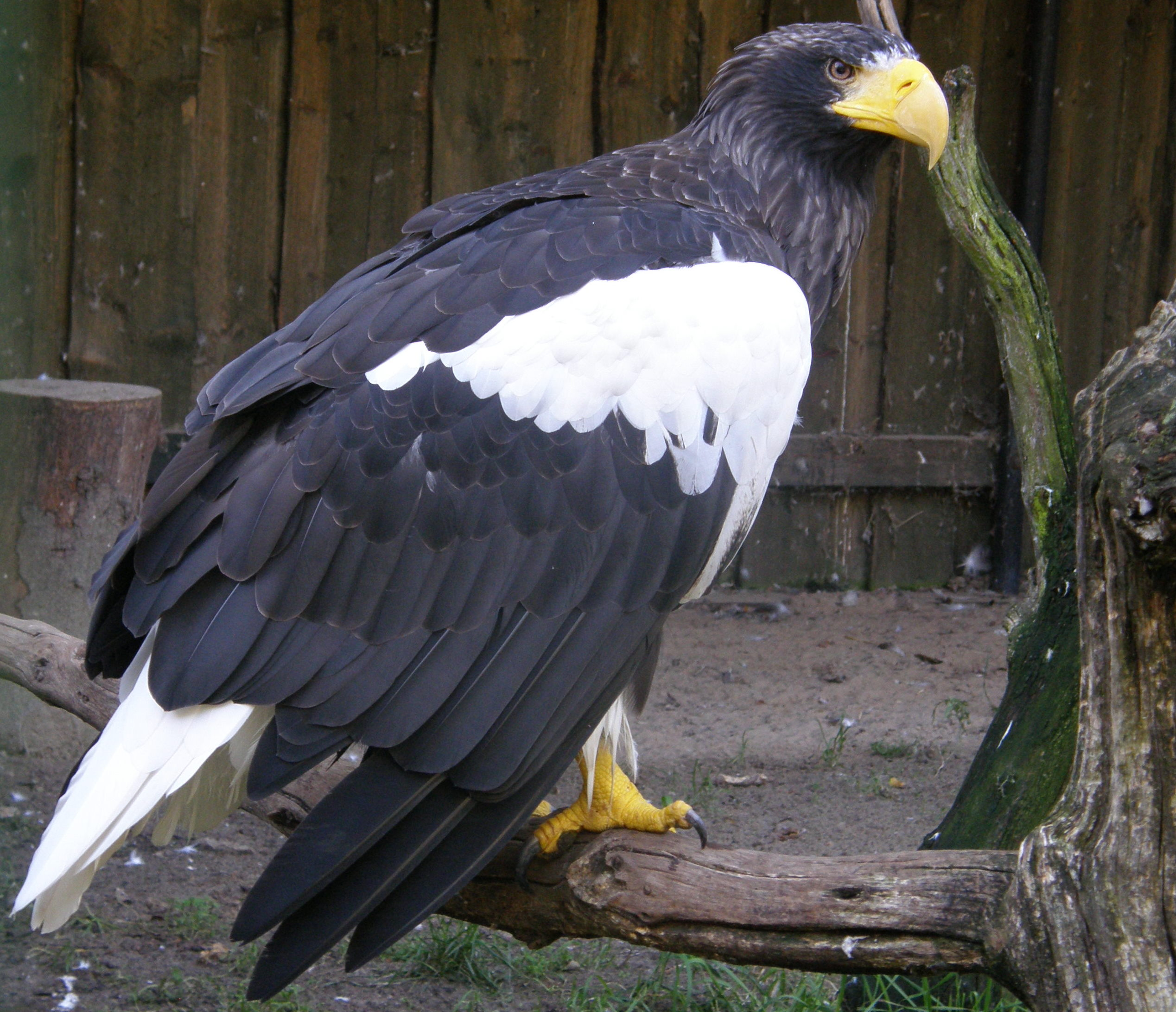
Pygargue de Steller .
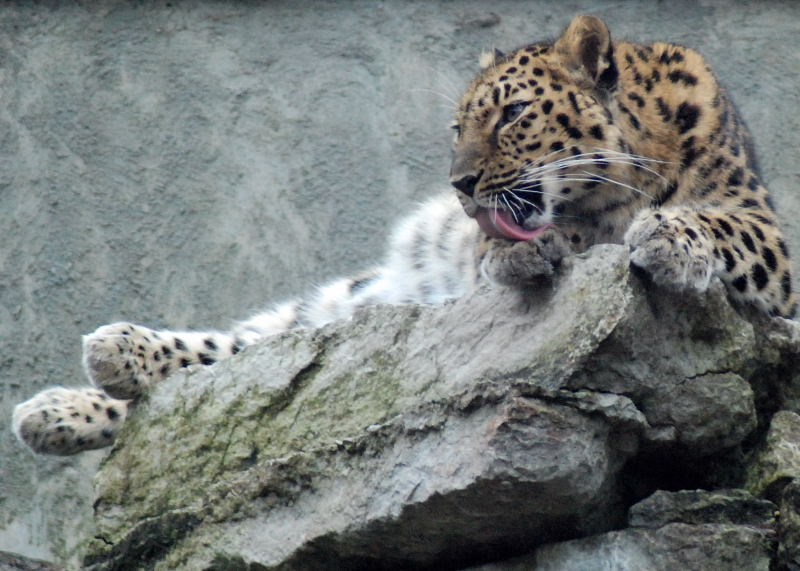
Léopard.
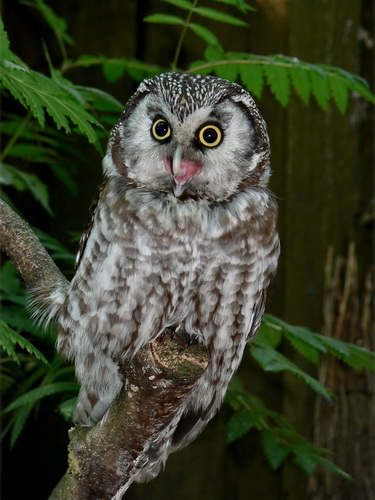
Nyctale de Tengmalm.
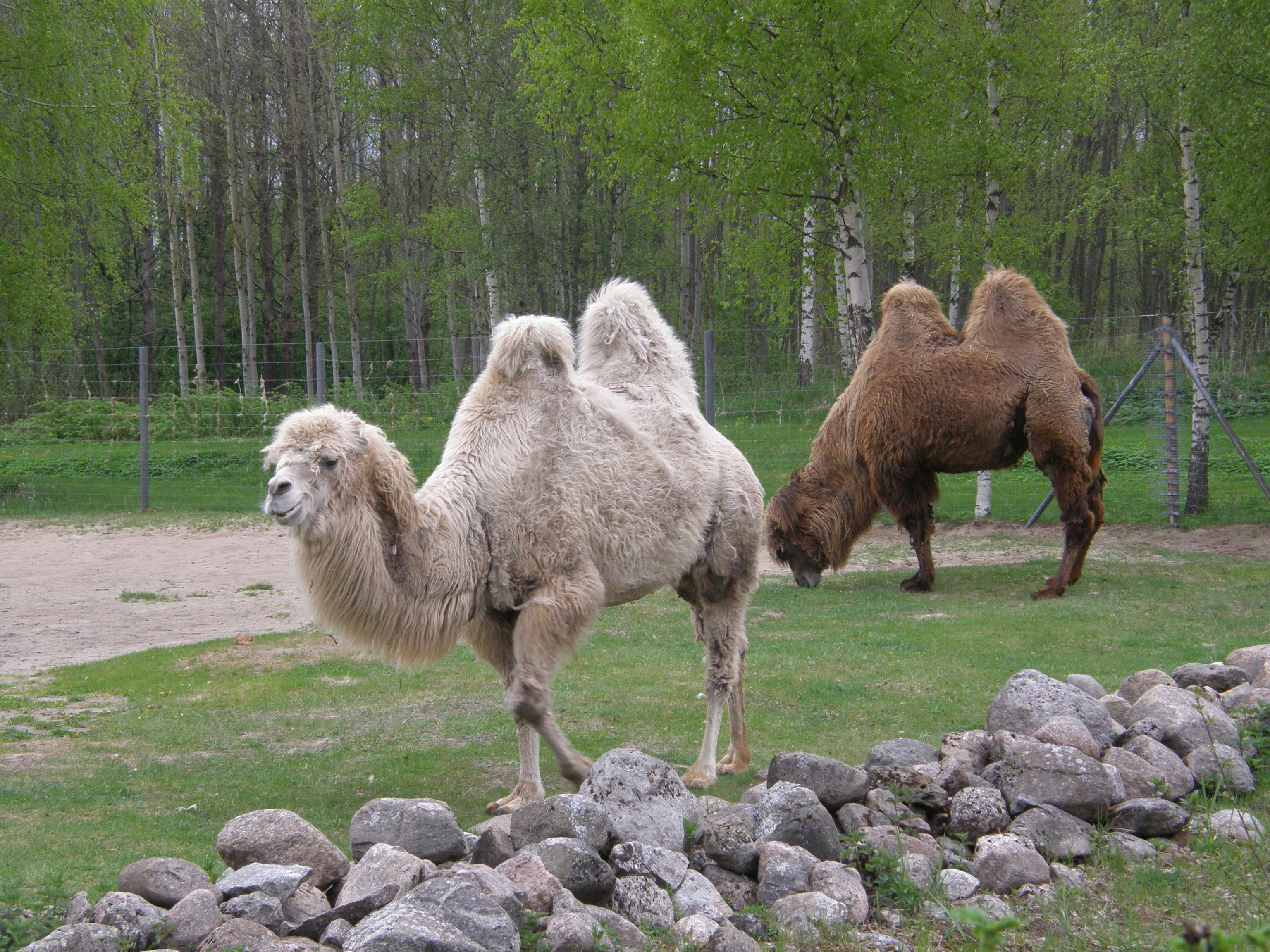
Chameaux